# Resolutie 1225 Veiligheidsraad Verenigde Naties
Resolutie 1225 van de Veiligheidsraad van de Verenigde Naties werd op 28 januari 1999 unaniem aangenomen. De resolutie verlengde de UNOMIG-waarnemingsmissie in Abchazië met zes maanden.

## Achtergrond
Op de golf van opkomend onafhankelijkheidsstreven van Georgië uit de Sovjet-Unie tegen het einde van de jaren 1980, streefde de Abchazische minderheid in de Abchazische autonome republiek de onafhankelijkheid na, uit angst de autonomie in Georgië te verliezen. Het leidde tot etnische spanningen met de Georgiërs, die in Abchazië de grootste bevolkingsgroep waren.
In 1992 kwam het tot een gewapend conflict, waarbij ook Rusland betrokken raakte, dat het voor de Abchaziërs opnam. Begin 1993 braken er zware gevechten uit om de Abchazische hoofdstad Soechoemi. In de zomer van 1993 werd een staakt-het-vuren afgesproken en werd de UNOMIG-waarnemingsmissie opgericht. De val van Soechoemi in september 1993 leidde tot grootschalige etnische zuiveringen tegen de Georgische gemeenschap.

## Inhoud

### Waarnemingen
De situatie in de conflictzone bleef gespannen en onstabiel en de onderhandelingen zaten ook muurvast. De VN-waarnemingsmissie UNOMIG en de GOS-vredesmacht droegen in belangrijke mate bij aan de stabilisering van de situatie. Het was noodzakelijk dat de partijen de mensenrechten respecteerden en de Veiligheidsraad steunde derhalve de inspanningen die secretaris-generaal Kofi Annan leverde om naleving daarvan te bekomen.

### Handelingen
De partijen hadden na samenkomst in Athene in oktober geen akkoord kunnen bereiken over vertrouwensmaatregelen, veiligheid, de terugkeer van vluchtelingen en heropbouw. Zij moesten zich meer inzetten voor het vredesproces en meer in dialoog treden. Verder moesten ze het Akkoord van Moskou uit 1994 over een staakt-het-vuren en scheiding van troepen strikt naleven en hun conflict op vreedzame wijze oplossen.
Intussen bleven de vluchtelingen de Veiligheidsraad zorgen baren. De Veiligheidsraad herhaalde dat demografische veranderingen door het conflict onaanvaardbaar waren. De activiteiten van gewapende groepen werden veroordeeld. Zij legden mijnen die de bevolking in gevaar brachten, hinderden de hulporganisaties en het duurde hierdoor langer voordat de situatie in Gali weer normaal werd. Beide partijen moesten onmiddellijk maatregelen tegen hen treffen.
Ten slotte werd het mandaat van de UNOMIG-waarnemers verlengd tot 31 juli, waarna de operatie grondig zou worden herzien.

## Verwante resoluties
- Resolutie 1150 Veiligheidsraad Verenigde Naties (1998)
- Resolutie 1187 Veiligheidsraad Verenigde Naties (1998)
- Resolutie 1255 Veiligheidsraad Verenigde Naties
- Resolutie 1287 Veiligheidsraad Verenigde Naties (2000)

Lijst ·  1220 ·  1221 ·  1222 ·  1223 ·  1224 ·  1225 ·  1226 ·  1227 ·  1228 ·  1229 ·  1230 ·  1231 ·  1232 ·  1233 ·  1234 ·  1235 ·  1236 ·  1237 ·  1238 ·  1239 ·  1240 ·  1241 ·  1242 ·  1243 ·  1244 ·  1245 ·  1246 ·  1247 ·  1248 ·  1249 ·  1250 ·  1251 ·  1252 ·  1253 ·  1254 ·  1255 ·  1256 ·  1257 ·  1258 ·  1259 ·  1260 ·  1261 ·  1262 ·  1263 ·  1264 ·  1265 ·  1266 ·  1267 ·  1268 ·  1269 ·  1270 ·  1271 ·  1272 ·  1273 ·  1274 ·  1275 ·  1276 ·  1277 ·  1278 ·  1279 ·  1280 ·  1281 ·  1282 ·  1283 ·  1284